# Paranymphon bifilarium
Paranymphon bifilarium is een zeespin uit de familie Ammotheidae. De soort behoort tot het geslacht Paranymphon. Paranymphon bifilarium werd in 2009 voor het eerst wetenschappelijk beschreven door Arango. 